# Konrad Kornatowski
Konrad Grzegorz Kornatowski (ur. 16 lipca 1957 w Gdańsku) – polski prawnik, komendant główny Policji w 2007. 

## Życiorys
W 1984 ukończył studia na Wydziale Prawa Uniwersytetu Gdańskiego. Od połowy lat 80. pracował jako prokurator w Trójmieście: był m.in. prokuratorem rejonowym w Gdyni i prokuratorem wojewódzkim w Gdańsku. Był również szefem Wydziału Śledczego i rzecznikiem prasowym w Prokuraturze Okręgowej w Gdańsku, od listopada 2005 zastępcą szefa Prokuratury Apelacyjnej w Warszawie, a od września 2006 szefem Biura ds. Przestępczości Zorganizowanej w Prokuraturze Krajowej.
12 lutego 2007 został powołany na stanowisko komendanta głównego Policji. 8 sierpnia 2007 podał się do dymisji. Tego samego dnia został zatrzymany z zarzutami utrudniania śledztwa oraz nakłaniania do składania fałszywych zeznań w sprawie przecieku w akcji CBA w Ministerstwie Rolnictwa (afera gruntowa). Śledztwo w tej sprawie zostało umorzone w listopadzie 2009.
Od 2009 prowadzi własną kancelarię adwokacką, specjalizującą się głównie w prawie karnym i cywilnym. 
Odznaczony Srebrnym Krzyżem Zasługi (2004).